# Мединцева Альбіна Олександрівна
Альбіна Олександрівна Мединцева (нар. 2 квітня 1939, Битош, Орловська (нині Брянська) область, РРФСР, СРСР) — радянська і російська вчена, історик, доктор історичних наук.

## Життєпис
Народилася у селищі Битош Брянської області. 1961 року закінчила історичний факультет МДУ за кафедрою археології. Від 1962 року працює в Інституті археології РАН. Здобула популярність як історик, археолог, історик культури Давньої Русі.
1971 року захистила дисертацію на здобуття наукового ступеня кандидата історичних наук на тему «Новгородські написи-графіті XI—XIV століть (за матеріалами Софійського собору)». Книга «Давньоруські написи Новгородського Софійського собору, XI—XIV ст.» (1978), підготовлена на основі кандидатської дисертації, заклала основу для систематичного вивчення епіграфіки Новгорода та інших давньоруських міст.
1979 року випустила книгу «Тмутараканський камінь», в якій, розібравши аргументи прихильників і супротивників автентичності Тмутараканського каменя, підтвердила справжність написів на камені шляхом ретельного порівняння з найдавнішими написами Софійського собору в Києві та Софійського собору в Новгороді.
1990 року захистила докторську дисертацію на тему «Давньоруська епіграфіка X—XIII століть».
2007 року Альбіна Мединцева давала оцінку результатам новітніх досліджень графіті, здійснених вченими заповідника Софія Київська.

## Премії та нагороди
- Премія імені Кирила і Мефодія Болгарської академії наук (1984);
- Медаль «У пам'ять 850-річчя Москви» (1997).

## Основні роботи

### Монографії
- Медынцева А. А. Грамотность в Древней Руси: По памятникам эпиграфики X — первой половины XIII в. — М.: Наука, 2000. — 291 с.
- Медынцева А. А. Древнерусские надписи новгородского Софийского собора. — М.: Наука, 1978. — 314 с.
- Медынцева А. А. Подписные шедевры древнерусского ремесла: Очерки эпиграфики, XI—XIII в. — М: Наука, 1991. — 237 с.
- Медынцева А. А. Тмутараканский камень. — М.: Наука, 1979. — 58 с.
- Медынцева А. А., Попконстантинов К. Надписи из Круглой церкви в Преславе. — София: Болгарская академия наук, 1985. — 131 с.

### Статті
- Коваль В. Ю., Медынцева А. А., Еремеев А. А. Горшок с надписью из Ростиславля Рязанского // Российская археология. — 2013. — № 3. — C. 134—145.
- Медынцева A. A. Архангельская ставротека и культ Климента на Руси // Советская археология. — 1991. — № 3. — С. 56—68.
- Медынцева A. A. Мастерская Тудора // Российская археология. — 1999. — № 3. — С. 149—159.
- Медынцева A. A. Новгородские находки и дохристианская письменность на Руси // Советская археология. — 1984. — № 4. — С. 49—61.
- Медынцева A. A. О «досках» русских летописей и юридических актов // Советская археология. — 1985. — № 4. — С. 173—177.
- Медынцева A. A. О литейных формочках с надписями Максима // Древняя Русь и славяне. — М.: Наука, 1978. — С. 378—383.
- Медынцева A. A. Оклады «Корсунских» икон Новгорода // Советская археология. — 1988. — № 4. — С. 67—77.
- Медынцева A. A. Эпиграфические материалы из Старой Рязани // Древности славян и Руси. — М.: Наука, 1988. — С. 247—256.
- Медынцева А. А. Граффити храма Покрова Богородицы на Нерли // Российская археология. — 2015. — № 4. — C. 141—148.
- Медынцева А. А. Древнерусская надпись на крестике из Висбю (о. Готланд) // Scando-Slavica. — 1994. — T. 40. — P. 132—137.
- Медынцева А. А. Имя мастера на фасаде Георгиевского собора в Юрьеве-Польском // Российская археология. — 2012. — № 2. — C. 149—155.
- Медынцева А. А. Надписи и рисунки на стенах лестничной башни собора Рождества Богородицы Антониева монастыря (Новгород) // Российская археология. — 2011. — № 3. — C. 130—140.
- Медынцева А. А. О мастерах Васильевских врат 1336 г. (эпиграфические наблюдения) // Российская археология. — 2006. — № 2. — C. 81—90.
- Медынцева А. А., Моргунов Ю. Ю. Надпись на корчаге с Полтавщины // Краткие сообщения института археологии. — М.: Наука, 1986. — Вып. 187. — С. 55—57.
- Медынцева А. А., Чхаидзе В. Н. Новая древнерусская надпись из Тмутаракани // Российская археология. — 2008. — № 1. — C. 101—103.